# Ari Ahonen
Ari Pekka Ahonen (* 6. Februar 1981 in Jyväskylä) ist ein ehemaliger finnischer Eishockeytorwart.

## Karriere
Ari Ahonen begann seine Karriere als Eishockeyspieler in seiner Heimatstadt in der Nachwuchsabteilung von JYP Jyväskylä, in der er bis 1999 aktiv war. Anschließend wurde er im NHL Entry Draft 1999 in der ersten Runde als insgesamt 27. Spieler von den New Jersey Devils ausgewählt. Zunächst wechselte der Torwart jedoch innerhalb seiner finnischen Heimat zu HIFK Kelsinki, für dessen Profimannschaft er zwei Jahre lang in der SM-liiga zwischen den Pfosten stand. Im Sommer 2001 wurde er von seinem Draftteam New Jersey Devils nach Nordamerika beordert, spielte in den folgenden fünf Jahren jedoch ausschließlich für deren Farmteam Albany River Rats in der American Hockey League. Die Saison 2006/07 begann er bei den Espoo Blues in der SM-liiga, wechselte jedoch bereits nach nur fünf Spielen innerhalb der Liga zu Jokerit Helsinki. Mit Jokerit erreichte er am Saisonende das Playoff-Finale, in dem er mit seiner Mannschaft jedoch Kärpät Oulu unterlag. 
Zur Saison 2007/08 wurde Ahonen vom Frölunda HC aus der schwedischen Elitserien verpflichtet. Dort verlor er in der folgenden Spielzeit einen Stammplatz, woraufhin er in die SM-liiga zurückkehrte, wo er sich KalPa Kuopio anschloss. Bei KalPa spielte er über zwei Jahre, ehe der Finne im November 2011 einen Vertrag beim HK Metallurg Magnitogorsk aus der Kontinentalen Hockey-Liga erhielt. Bei Magnitka war er bis zum Ende der Saison 2012/13 Stammtorhüter und überzeugte durch gute statistische Werte. Im Juni 2013 verließ er den Verein und wechselte innerhalb der Liga zu Barys Astana. Dort teilte er sich die Position des Torwarts mit Witali Jeremejew und kam dabei auf 37 KHL-Einsätze. 
Ab August 2014 stand er bei Admiral Wladiwostok unter Vertrag, wurde aber bereits im Oktober des gleichen Jahres entlassen. Anschließend war er vereinslos, ehe er für die Saison 2015/16 Ässät Pori aus der Liiga verpflichtet wurde. Letztlich stand Ahonen bis 2017 bei den Ässät unter Vertrag und kam insgesamt 39 mal in der Liiga zum Einsatz. Seine Karriere ließ er in der Saison 2017/18 beim dänischen Erstligisten Herning Blue Fox ausklingen.

### International
Für Finnland nahm Ahonen im Juniorenbereich an der U18-Junioren-Weltmeisterschaft 1999 sowie den U20-Junioren-Weltmeisterschaften 2000 und 2001 teil. Bei der U18-WM 1999 gewann er mit seiner Mannschaft die Goldmedaille. Zudem wurde er zum besten Torwart und in das All-Star-Team des Turniers gewählt. Darüber hinaus wies er den niedrigsten Gegentorschnitt und die beste Fangquote auf. Bei der U20-WM 2001 gewann er mit seiner Mannschaft die Silbermedaille und wurde in das All-Star-Team gewählt. 
Im Seniorenbereich stand er 2007 im Aufgebot seines Landes bei der Euro Hockey Tour, blieb als Ersatztorwart jedoch ohne Einsatz.

## Erfolge und Auszeichnungen
- 2007 Finnischer Vizemeister mit Jokerit Helsinki
- 2011 KHL-Torwart des Monats Dezember

### International
| - 1999 Goldmedaille bei der U18-Junioren-Weltmeisterschaft - 1999 All-Star-Team der U18-Junioren-Weltmeisterschaft - 1999 Bester Torwart der U18-Junioren-Weltmeisterschaft - 1999 Beste Fangquote der U18-Junioren-Weltmeisterschaft | - 1999 Niedrigster Gegentorschnitt der U18-Junioren-Weltmeisterschaft - 2001 Silbermedaille bei der U20-Junioren-Weltmeisterschaft - 2001 All-Star-Team der U20-Junioren-Weltmeisterschaft |